# Smile (Pussycat)
Smile is een lied van Pussycat uit 1976. Het verscheen als derde single van de band en op de elpee Souvenirs (1977). Het nummer werd geschreven door Werner Theunissen. Op de B-kant van de single staat het nummer What did they do to the people. De single kwam in Nederland en België op nummer 2 te staan en was ook een hit in de Duitstalige en verschillende Engelstalige landen. Daarnaast was er nog een Duitstalige versie van Pussycat, Ein altes Lied, die in Duitsland ook in de hitlijsten terechtkwam.
De zangeres zingt dat ze tijden heeft gekend dat ze niet slapen of huilen kon. Alles wat ze deed ging verkeerd totdat ze haar liefde ontmoette.
Het nummer werd verschillende malen gecoverd, waaronder door Nils Tibor (1977), Jean-Claude Borelly (1977) en nog een instrumentale bigbandversie van Roberto Delgado (1977).

## Hitnoteringen

### Nederland en België
| "Smile" in de Nederlandse Top 40 van 28-08-1976 t/m 13-11-1976 | "Smile" in de Nederlandse Top 40 van 28-08-1976 t/m 13-11-1976 | "Smile" in de Nederlandse Top 40 van 28-08-1976 t/m 13-11-1976 | "Smile" in de Nederlandse Top 40 van 28-08-1976 t/m 13-11-1976 | "Smile" in de Nederlandse Top 40 van 28-08-1976 t/m 13-11-1976 | "Smile" in de Nederlandse Top 40 van 28-08-1976 t/m 13-11-1976 | "Smile" in de Nederlandse Top 40 van 28-08-1976 t/m 13-11-1976 | "Smile" in de Nederlandse Top 40 van 28-08-1976 t/m 13-11-1976 | "Smile" in de Nederlandse Top 40 van 28-08-1976 t/m 13-11-1976 | "Smile" in de Nederlandse Top 40 van 28-08-1976 t/m 13-11-1976 | "Smile" in de Nederlandse Top 40 van 28-08-1976 t/m 13-11-1976 | "Smile" in de Nederlandse Top 40 van 28-08-1976 t/m 13-11-1976 | "Smile" in de Nederlandse Top 40 van 28-08-1976 t/m 13-11-1976 | "Smile" in de Nederlandse Top 40 van 28-08-1976 t/m 13-11-1976 |
| Week                                                           | 1                                                              | 2                                                              | 3                                                              | 4                                                              | 5                                                              | 6                                                              | 7                                                              | 8                                                              | 9                                                              | 10                                                             | 11                                                             | 12                                                             |                                                                |
| -------------------------------------------------------------- | -------------------------------------------------------------- | -------------------------------------------------------------- | -------------------------------------------------------------- | -------------------------------------------------------------- | -------------------------------------------------------------- | -------------------------------------------------------------- | -------------------------------------------------------------- | -------------------------------------------------------------- | -------------------------------------------------------------- | -------------------------------------------------------------- | -------------------------------------------------------------- | -------------------------------------------------------------- | -------------------------------------------------------------- |
| Positie                                                        | 16                                                             | 9                                                              | 2                                                              | 2                                                              | 2                                                              | 6                                                              | 13                                                             | 18                                                             | 26                                                             | 30                                                             | 36                                                             | 40                                                             | uit                                                            |

| "Smile" in de Nationale Hitparade van 28-08-1976 t/m 23-10-1976 | "Smile" in de Nationale Hitparade van 28-08-1976 t/m 23-10-1976 | "Smile" in de Nationale Hitparade van 28-08-1976 t/m 23-10-1976 | "Smile" in de Nationale Hitparade van 28-08-1976 t/m 23-10-1976 | "Smile" in de Nationale Hitparade van 28-08-1976 t/m 23-10-1976 | "Smile" in de Nationale Hitparade van 28-08-1976 t/m 23-10-1976 | "Smile" in de Nationale Hitparade van 28-08-1976 t/m 23-10-1976 | "Smile" in de Nationale Hitparade van 28-08-1976 t/m 23-10-1976 | "Smile" in de Nationale Hitparade van 28-08-1976 t/m 23-10-1976 | "Smile" in de Nationale Hitparade van 28-08-1976 t/m 23-10-1976 | "Smile" in de Nationale Hitparade van 28-08-1976 t/m 23-10-1976 |
| Week                                                            | 1                                                               | 2                                                               | 3                                                               | 4                                                               | 5                                                               | 6                                                               | 7                                                               | 8                                                               | 9                                                               |                                                                 |
| --------------------------------------------------------------- | --------------------------------------------------------------- | --------------------------------------------------------------- | --------------------------------------------------------------- | --------------------------------------------------------------- | --------------------------------------------------------------- | --------------------------------------------------------------- | --------------------------------------------------------------- | --------------------------------------------------------------- | --------------------------------------------------------------- | --------------------------------------------------------------- |
| Positie                                                         | 14                                                              | 6                                                               | 2                                                               | 2                                                               | 2                                                               | 3                                                               | 7                                                               | 16                                                              | 30                                                              | uit                                                             |

| "Smile" in de Vlaamse Ultratop 30 van 11-09-1976 t/m 27-11-1976 | "Smile" in de Vlaamse Ultratop 30 van 11-09-1976 t/m 27-11-1976 | "Smile" in de Vlaamse Ultratop 30 van 11-09-1976 t/m 27-11-1976 | "Smile" in de Vlaamse Ultratop 30 van 11-09-1976 t/m 27-11-1976 | "Smile" in de Vlaamse Ultratop 30 van 11-09-1976 t/m 27-11-1976 | "Smile" in de Vlaamse Ultratop 30 van 11-09-1976 t/m 27-11-1976 | "Smile" in de Vlaamse Ultratop 30 van 11-09-1976 t/m 27-11-1976 | "Smile" in de Vlaamse Ultratop 30 van 11-09-1976 t/m 27-11-1976 | "Smile" in de Vlaamse Ultratop 30 van 11-09-1976 t/m 27-11-1976 | "Smile" in de Vlaamse Ultratop 30 van 11-09-1976 t/m 27-11-1976 | "Smile" in de Vlaamse Ultratop 30 van 11-09-1976 t/m 27-11-1976 | "Smile" in de Vlaamse Ultratop 30 van 11-09-1976 t/m 27-11-1976 | "Smile" in de Vlaamse Ultratop 30 van 11-09-1976 t/m 27-11-1976 | "Smile" in de Vlaamse Ultratop 30 van 11-09-1976 t/m 27-11-1976 |
| Week                                                            | 1                                                               | 2                                                               | 3                                                               | 4                                                               | 5                                                               | 6                                                               | 7                                                               | 8                                                               | 9                                                               | 10                                                              | 11                                                              | 12                                                              |                                                                 |
| --------------------------------------------------------------- | --------------------------------------------------------------- | --------------------------------------------------------------- | --------------------------------------------------------------- | --------------------------------------------------------------- | --------------------------------------------------------------- | --------------------------------------------------------------- | --------------------------------------------------------------- | --------------------------------------------------------------- | --------------------------------------------------------------- | --------------------------------------------------------------- | --------------------------------------------------------------- | --------------------------------------------------------------- | --------------------------------------------------------------- |
| Positie                                                         | 20                                                              | 11                                                              | 5                                                               | 3                                                               | 3                                                               | 4                                                               | 7                                                               | 9                                                               | 15                                                              | 17                                                              | 24                                                              | 27                                                              | uit                                                             |

| "Smile" in de Vlaamse BRT Top 30 van 11-09-1976 t/m 04-12-1976 | "Smile" in de Vlaamse BRT Top 30 van 11-09-1976 t/m 04-12-1976 | "Smile" in de Vlaamse BRT Top 30 van 11-09-1976 t/m 04-12-1976 | "Smile" in de Vlaamse BRT Top 30 van 11-09-1976 t/m 04-12-1976 | "Smile" in de Vlaamse BRT Top 30 van 11-09-1976 t/m 04-12-1976 | "Smile" in de Vlaamse BRT Top 30 van 11-09-1976 t/m 04-12-1976 | "Smile" in de Vlaamse BRT Top 30 van 11-09-1976 t/m 04-12-1976 | "Smile" in de Vlaamse BRT Top 30 van 11-09-1976 t/m 04-12-1976 | "Smile" in de Vlaamse BRT Top 30 van 11-09-1976 t/m 04-12-1976 | "Smile" in de Vlaamse BRT Top 30 van 11-09-1976 t/m 04-12-1976 | "Smile" in de Vlaamse BRT Top 30 van 11-09-1976 t/m 04-12-1976 | "Smile" in de Vlaamse BRT Top 30 van 11-09-1976 t/m 04-12-1976 | "Smile" in de Vlaamse BRT Top 30 van 11-09-1976 t/m 04-12-1976 | "Smile" in de Vlaamse BRT Top 30 van 11-09-1976 t/m 04-12-1976 | "Smile" in de Vlaamse BRT Top 30 van 11-09-1976 t/m 04-12-1976 |
| Week                                                           | 1                                                              | 2                                                              | 3                                                              | 4                                                              | 5                                                              | 6                                                              | 7                                                              | 8                                                              | 9                                                              | 10                                                             | 11                                                             |                                                                | 12                                                             |                                                                |
| -------------------------------------------------------------- | -------------------------------------------------------------- | -------------------------------------------------------------- | -------------------------------------------------------------- | -------------------------------------------------------------- | -------------------------------------------------------------- | -------------------------------------------------------------- | -------------------------------------------------------------- | -------------------------------------------------------------- | -------------------------------------------------------------- | -------------------------------------------------------------- | -------------------------------------------------------------- | -------------------------------------------------------------- | -------------------------------------------------------------- | -------------------------------------------------------------- |
| Positie:                                                       | 28                                                             | 9                                                              | 5                                                              | 2                                                              | 2                                                              | 3                                                              | 6                                                              | 9                                                              | 19                                                             | 21                                                             | 27                                                             | uit                                                            | 25                                                             | uit                                                            |

### Andere landen
| Hitlijst            | Piekpositie | Aantal weken |
| ------------------- | ----------- | ------------ |
| Nieuw-Zeeland       | 3           | 16           |
| Zwitserland         | 8           | 12           |
| Duitsland           | 9           | 27           |
| Ierland             | 9           | 2            |
| Oostenrijk          | 10          | 16           |
| Verenigd Koninkrijk | 24          | 7            |

## Ein altes Lied
Pussycat bracht in 1976 eveneens een Duitstalige versie van Smile uit met de titel Ein altes Lied. Op de B-kant van de single staat Pasadena dat eveneens een Duitstalige versie is. De single belandde ook in de Duitse hitlijsten maar kwam niet zo hoog als de Engelse versie.
| Hitlijst  | Piekpositie | Aantal weken |
| --------- | ----------- | ------------ |
| Duitsland | 41          | 2            |